# ست الستات (فلم)
ست الستات هو فلم دراما مصري للمخرج رأفت الميهي  الذي كتب القصة والسيناريو والحوار أيضًا. الفيلم من بطولة ليلى علوي وماجد المصري وماجدة الخطيب. تدور القصة عن الشاب عبد العزيز الذي يعود إلى القاهرة من إحدى الدول العربية؛ حيث كان يعمل هناك، ويتوجه إلى شقة خالته فكيهة، ويكتشف أنها أصبحت بيت دعارة، وتنكر صاحبة الشقة أنها خالته.
صدر الفيلم إلى دور العرض في 29 يونيو 1998.
منح موقع قاعدة بيانات الأفلام العربية «السينما.كوم» الفيلم درجة 4.2/ 10.

## طاقم التمثيل
- ليلى علوي: في دور لولا
- ماجد المصري: في دور عبد العزيز
- حسن حسني: في دور حسن الدمرداش
- ماجدة الخطيب: في دور بسنت عبد العال / فكيهة الشرنوبى / ست الستات
- انتصار: في دور زينب / دودو
- علي حسنين: في دور مأمون حافظ
- مخلص البحيري: في دور اللواء عزوز
- سعيد الصالح: في دور فوزي (وكيل المحامى)
- أحمد رزق: في دور العسكري حمادة
- عبدالرحيم التنير: في دور الوزير
- مهجة عبد الرحمن: في دور الشيخة حسنية
- ضياء عبد الخالق: في دور سائق التاكسي

بالاشتراك مع:
نشأت طلعت / أحمد سعيد / نجاح فهيم / إيمان وهبه / يوسف عبد المقصود / حازم فؤاد / ليلى عبد الحكيم / حازم ممدوح / جيهان وهبه / ليلى حلمي / مشيرة / عزة فؤاد / عصمت كمال / أحمد سمير / رشا فؤاد / أحمد بهلول.

## ملخص أحداث الفيلم
تدور أحداث الفيلم في قالب كوميدي. يعود عبد العزيز (ماجد المصري) إلى القاهرة من إحدى الدول العربية حيث كان يعمل هناك. يتوجه إلى شقة خالته فكيهة (ماجدة الخطيب)، يكتشف أنها أصبحت شقة للدعارة وتنكر صاحبة الشقة أنها خالته، وعندما تعلم أنه يملك ثروة كبيرة تغير موقفها. تحاول لولا (ليلى علوي) إحدى عاهرات الشقة إقناع عبد العزيز أن يأخذها بعيدًا ويتزوجها، يتمكن عبد العزيز من إقناعهم بتحويل الشقة إلى بنسيون ولكنهم يديرونه في الدعارة أيضًا. يتم القبض على الجميع، ويكون في انتظار عبد العزيز مفاجأة كبيرة.

## استقبال الفيلم
كتبت نسرين الرشيدي على موقع «عين» مقالة تحت عنوان «10 أفلام انتصر فيها كيد الستات على الرجال» في 4 أكتوبر 2017، وقدمت فيلم «ست الستات» بعنوانه وموضوعه دليلاً على انصاف «السينما المصرية المرأة على مدار تاريخها، بتقديمها العديد من الأعمال التي تستعرض من خلاها مشاكلها وقضاياها، ولم يتوقف الأمر عند ذلك فقد خاطبتها بشكل مباشر أيضا من خلال عناوين بعض هذه الأفلام، والتي حملت اسمها في الكثير منها فنجد أفلاما تحمل كلمة» امرأة«وأخرى تحمل كلمة» الستات«... ومن خلال ذلك نرصد أسماء 10 أفلام، على مدار تاريخ السينما، استعانت بكلمة» الستات«منذ زمن الفن الجميل حتى العصر الحالى».

## وصلات خارجية
- ست الستات على موقع السينما
- ست الستات على موقع دهليز
- ست الستات على موقع IMDB
- ست الستات على موقع كاروهات